# Éditions Le Flibustier
Éditions Le Flibustier est une maison d'édition indépendante créée en 2008 à Marseille, qui publie des essais et des textes littéraires (romans, nouvelles, etc.).

## Projet
Dès sa création, la maison d'édition s'est axée sur la contestation sociale et politique, en rééditant des essais libertaires, dont des auteurs classiques du mouvement anarchiste comme Émile Pouget ou Pierre Kropotkine. Ces premiers livres ont notamment été remarqués par Le Monde libertaire.
En 2011, son catalogue s'est enrichi d'une nouvelle collection, «Les inédits», ouverte aux auteurs contemporains.
Les Éditions Le Flibustier font partie du Club du Livre libertaire.

## Extraits du catalogue
- Victor Méric, Les Bandits tragiques, 2010  (ISBN 978-2-918156-03-1), notice éditeur.
- Henri Roorda, La Ligue contre la Bêtise et autres fantaisies théâtrales, 2012, 150 pages, notice éditeur